# 노영심의 작은음악회
《노영심의 작은음악회》는 1992년 4월 11일부터 1994년 4월 29일까지 방영했던 KBS 2TV, KBS 1TV의 음악 전문 프로그램이다. 1991년 12월 25일 성탄특집 파일럿 방송을 통해 시청자들의 뜨거운 호응을 얻었으며, 이듬해 봄 개편부터 정규방송으로 편성되면서 2년 동안 시청자들에게 큰 사랑을 받았다.

## 방송 시간
- 1992년 4월 11일 ~ 1992년 10월 3일: 토요일 오후 5시 55분 ~ 6시 50분
- 1992년 10월 11일 ~ 1993년 4월 25일: 일요일 오후 5시 50분 ~ 6시 40분(이상 KBS 2TV에서 방송)
- 1993년 5월 7일 ~ 1993년 10월 15일: 금요일 밤 9시 45분 ~ 10시 35분(KBS 1TV로 이동)
- 1993년 10월 22일 ~ 1993년 12월 17일: 금요일 밤 10시 15분 ~ 11시 5분
- 1993년 12월 24일: 금요일 저녁 7시 ~ 8시 30분
- 1994년 1월 7일 ~ 1994년 4월 29일: 금요일 밤 10시 25분 ~ 11시 15분

## 진행
- 노영심

## 같이 보기
- 《이문세쇼》
- 《이소라의 프로포즈》
- 《윤도현의 러브레터》
- 《이하나의 페퍼민트》
- 《유희열의 스케치북》
- 《이소라의 두 번째 프로포즈》